# 4 Hours of Barcelona 2025

Tor Circuit de Barcelona-Catalunya

4 Hours of Barcelona 2025 – długodystansowy wyścig samochodowy, który odbył się 6 kwietnia 2024 roku jako pierwsza runda sezonu 2025 serii European Le Mans Series.

## Uczestnicy
Lista startowa została opublikowana 21 marca 2025 roku i zawierała 44 zgłoszenia w 4 kategoriach – 13 w LMP2, 8 w LMP2 Pro/Am, 10 w LMP3 oraz 13 w LMGT3.

## Harmonogram
| Dzień                 | Godzina | Sesja                                   | Długość   |
| --------------------- | ------- | --------------------------------------- | --------- |
| Piątek, 4 kwietnia    | 11:50   | Pierwsza sesja treningowa               | 90 minut  |
| Piątek, 4 kwietnia    | 16:10   | Sesja dla kierowców z brązową kategorią | 30 minut  |
| Sobota, 5 kwietnia    | 10:10   | Druga sesja treningowa                  | 90 minut  |
| Sobota, 5 kwietnia    | 15:05   | Sesja kwalifikacyjna – LMGT3            | 15 minut  |
| Sobota, 5 kwietnia    | 15:30   | Sesja kwalifikacyjna – LMP3             | 15 minut  |
| Sobota, 5 kwietnia    | 15:55   | Sesja kwalifikacyjna – LMP2 Pro/Am      | 15 minut  |
| Sobota, 5 kwietnia    | 16:20   | Sesja kwalifikacyjna – LMP2             | 15 minut  |
| Niedziela, 6 kwietnia | 12:00   | Wyścig                                  | 4 godziny |
| Źródło                |         |                                         |           |

## Sesje treningowe
| Klasa                                   | Zespół                        | Samochód                      | Czas           | Okr.           |
| Sesja pierwsza                          | Sesja pierwsza                | Sesja pierwsza                | Sesja pierwsza | Sesja pierwsza |
| --------------------------------------- | ----------------------------- | ----------------------------- | -------------- | -------------- |
| LMP2                                    | #43 Inter Europol Competition | Oreca 07                      | 1:29,333       | 49             |
| LMP2 Pro/Am                             | #77 Proton Competition        | Oreca 07                      | 1:30,429       | 46             |
| LMP3                                    | #17 CLX Motorsport            | Ligier JS P325                | 1:37,536       | 26             |
| LMGT3                                   | #50 Richard Mille AF Corse    | Ferrari 296 LMGT3             | 1:40,985       | 38             |
| Sesja dla kierowców z brązową kategorią |                               |                               |                |                |
| LMP2 Pro/Am                             | #77 Proton Competition        | Oreca 07                      | 1:32,456       | 17             |
| LMP3                                    | #12 WTM by Rinaldi Racing     | Duqueine D09                  | 1:38,692       | 16             |
| LMGT3                                   | #85 Iron Dames                | Porsche 911 GT3 R LMGT3 (992) | 1:42,403       | 16             |
| Sesja druga                             |                               |                               |                |                |
| LMP2                                    | #43 Inter Europol Competition | Oreca 07                      | 1:28,741       | 40             |
| LMP2 Pro/Am                             | #20 Algarve Pro Racing        | Oreca 07                      | 1:29,684       | 44             |
| LMP3                                    | #68 M Racing                  | Ligier JS P325                | 1:38,446       | 28             |
| LMGT3                                   | #74 Kessel Racing             | Ferrari 296 LMGT3             | 1:41,350       | 38             |

## Kwalifikacje
Pole position w każdej kategorii oznaczone jest pogrubieniem.
| Poz.   | Klasa       | Zespół                        | Kierowca              | Czas     | Strata  | Poz. s. |
| ------ | ----------- | ----------------------------- | --------------------- | -------- | ------- | ------- |
| 1      | LMP2        | #30 Duqueine Team             | Reshad de Gerus       | 1:27,664 | —       | 1       |
| 2      | LMP2        | #9 Iron Lynx – Proton         | Matteo Cairoli        | 1:27,830 | +0,166  | 2       |
| 3      | LMP2        | #43 Inter Europol Competition | Tom Dillmann          | 1:27,883 | +0,219  | 3       |
| 4      | LMP2        | #37 CLX – Pure Rxcing         | Tom Blomqvist         | 1:28,117 | +0,453  | 4       |
| 5      | LMP2        | #18 IDEC Sport                | Mathys Jaubert        | 1:28,309 | +0,645  | 5       |
| 6      | LMP2        | #48 VDS Panis Racing          | Charles Milesi        | 1:28,454 | +0,790  | 6       |
| 7      | LMP2        | #25 Algarve Pro Racing        | Théo Pourchaire       | 1:28,595 | +0,931  | 7       |
| 8      | LMP2        | #47 CLX Motorsport            | Manuel Espirito Santo | 1:28,636 | +0,972  | 8       |
| 9      | LMP2        | #34 Inter Europol Competition | Luca Ghiotto          | 1:28,667 | +1,003  | 9       |
| 10     | LMP2        | #28 IDEC Sport                | Job van Uitert        | 1:28,875 | +1,211  | 10      |
| 11     | LMP2        | #22 United Autosports         | Grégoire Saucy        | 1:28,958 | +1,294  | 11      |
| 12     | LMP2        | #10 Vector Sport              | Pietro Fittipaldi     | 1:29,032 | +1,368  | 12      |
| 13     | LMP2        | #24 Nielsen Racing            | Filipe Albuquerque    | 1:29,843 | +2,179  | 13      |
| 14     | LMP2 Pro/Am | #77 Proton Competition        | Giorgio Roda          | 1:31,110 | +3,446  | 14      |
| 15     | LMP2 Pro/Am | #99 AO by TF                  | P.J. Hyett            | 1:31,349 | +3,685  | 15      |
| 16     | LMP2 Pro/Am | #29 TDS Racing                | Rodrigo Sales         | 1:31,923 | +4,259  | 16      |
| 17     | LMP2 Pro/Am | #83 AF Corse                  | François Perrodo      | 1:33,303 | +5,639  | 17      |
| 18     | LMP2 Pro/Am | #21 United Autosports         | Daniel Schneider      | 1:33,524 | +5,860  | 18      |
| 19     | LMP2 Pro/Am | #27 Nielsen Racing            | Anthony Wells         | 1:33,781 | +6,117  | 19      |
| 20     | LMP2 Pro/Am | #20 Algarve Pro Racing        | Kriton Lendoudis      | 1:35,755 | +8,091  | 20      |
| 21     | LMP3        | #17 CLX Motorsport            | Adrien Closmenil      | 1:36,188 | +8,524  | 22      |
| 22     | LMP3        | #8 Team Virage                | Rik Koen              | 1:36,425 | +8,761  | 23      |
| 23     | LMP3        | #11 Eurointernational         | Ian Aguilera          | 1:36,440 | +8,776  | 24      |
| 24     | LMP3        | #35 Ultimate                  | Jean-Baptiste Lahaye  | 1:36,485 | +8,821  | 25      |
| 25     | LMP3        | #12 WTM by Rinaldi Racing     | Griffin Peebles       | 1:36,612 | +8,948  | 26      |
| 26     | LMP3        | #31 Racing Spirit of Léman    | Marius Fossard        | 1:36,687 | +9,023  | 27      |
| 27     | LMP3        | #68 M Racing                  | Quentin Antonel       | 1:36,767 | +9,103  | 28      |
| 28     | LMP3        | #15 RLR MSport                | Gillian Henrion       | 1:37,037 | +9,373  | 29      |
| 29     | LMP3        | #88 Inter Europol Competition | Douwe Dedecker        | 1:37,145 | +9,481  | 30      |
| 30     | LMP3        | #4 DKR Engineering            | Wyatt Brichacek       | 1:37,162 | +9,498  | 31      |
| 31     | LMGT3       | #63 Iron Lynx                 | Martin Berry          | 1:42,257 | +14,593 | 32      |
| 32     | LMGT3       | #85 Iron Dames                | Célia Martin          | 1:42,444 | +14,780 | 33      |
| 33     | LMGT3       | #59 Racing Spirit of Léman    | Clément Mateu         | 1:42,870 | +15,206 | 34      |
| 34     | LMGT3       | #50 Richard Mille AF Corse    | Custodio Toledo       | 1:42,958 | +15,294 | 35      |
| 35     | LMGT3       | #74 Kessel Racing             | Andrew Gilbert        | 1:43,096 | +15,432 | 36      |
| 36     | LMGT3       | #57 Kessel Racing             | Takeshi Kimura        | 1:43,419 | +15,755 | 37      |
| 37     | LMGT3       | #55 Spirit of Race            | Duncan Cameron        | 1:43,439 | +15,775 | 38      |
| 38     | LMGT3       | #66 JMW Motorsport            | Scott Noble           | 1:43,961 | +16,297 | 39      |
| 39     | LMGT3       | #23 United Autosports         | Michael Birch         | 1:43,976 | +16,312 | 40      |
| 40     | LMGT3       | #86 GR Racing                 | Michael Wainwright    | 1:44,399 | +16,735 | 41      |
| 41     | LMGT3       | #51 AF Corse                  | Charles-Henri Samani  | 1:44,521 | +16,857 | 42      |
| 42     | LMGT3       | #82 TF Sport                  | Hiroshi Koizumi       | 1:44,529 | +16,865 | 43      |
| 43     | LMGT3       | #60 Proton Competition        | Claudio Schiavoni     | 1:44,827 | +17,163 | 44      |
| 44     | LMP2 Pro/Am | #3 DKR Engineering            | —                     | —        | —       | 21      |
| Źródła |             |                               |                       |          |         |         |

## Wyścig

### Wyniki
Minimum do bycia sklasyfikowanym (70 procent dystansu pokonanego przez zwycięzców wyścigu) wyniosło 91 okrążeń. Zwycięzcy klas są oznaczeni pogrubieniem.
| Poz.              | Klasa                 | Zespół                                             | Kierowcy                                                 | Samochód                       | Opony | Okr. | Czas/Strata  |
| ----------------- | --------------------- | -------------------------------------------------- | -------------------------------------------------------- | ------------------------------ | ----- | ---- | ------------ |
| 1                 | LMP2 Pro/Am           | #83 AF Corse                                       | François Perrodo Matthieu Vaxivière Alessio Rovera       | Oreca 07                       | G     | 130  | 4:00:52,521  |
| 2                 | LMP2                  | #18 IDEC Sport                                     | Jamie Chadwick Mathys Jaubert Daniel Juncadella          | Oreca 07                       | G     | 130  | +1,187       |
| 3                 | LMP2                  | #48 VDS Panis Racing                               | Oliver Gray Charles Milesi Esteban Masson                | Oreca 07                       | G     | 130  | +2,472       |
| 4                 | LMP2                  | #10 Vector Sport                                   | Ryan Cullen Władisław Łomko Pietro Fittipaldi            | Oreca 07                       | G     | 130  | +3,055       |
| 5                 | LMP2                  | #37 CLX – Pure Rxcing                              | Alaksandr Małychin Tristan Vautier Tom Blomqvist         | Oreca 07                       | G     | 130  | +3,462       |
| 6                 | LMP2                  | #25 Algarve Pro Racing                             | Matthias Kaiser Lorenzo Fluxá Théo Pourchaire            | Oreca 07                       | G     | 130  | +4,266       |
| 7                 | LMP2 Pro/Am           | #20 Algarve Pro Racing                             | Kriton Lendoudis Alexander Quinn Olli Caldwell           | Oreca 07                       | G     | 130  | +6,329       |
| 8                 | LMP2                  | #22 United Autosports                              | Manuel Maldonado Grégoire Saucy Benjamin Hanley          | Oreca 07                       | G     | 130  | +11,388      |
| 9                 | LMP2                  | #24 Nielsen Racing                                 | Cem Bölükbaşı Ferdinand Habsburg Filipe Albuquerque      | Oreca 07                       | G     | 130  | +11,996      |
| 10                | LMP2 Pro/Am           | #29 TDS Racing                                     | Rodrigo Sales Mathias Beche Clément Novalak              | Oreca 07                       | G     | 130  | +15,710      |
| 11                | LMP2 Pro/Am           | #77 Proton Competition                             | Giorgio Roda René Binder Bent Viscaal                    | Oreca 07                       | G     | 130  | +16,696      |
| 12                | LMP2 Pro/Am           | #21 United Autosports                              | Daniel Schneider Marino Satō Oliver Jarvis               | Oreca 07                       | G     | 130  | +18,778      |
| 13                | LMP2                  | #28 IDEC Sport                                     | Paul Lafargue Job van Uitert Paul-Loup Chatin            | Oreca 07                       | G     | 129  | +1 okrążenie |
| 14                | LMP2 Pro/Am           | #3 DKR Engineering                                 | Georgios Kolovos Laurents Hörr Thomas Laurent            | Oreca 07                       | G     | 129  | +1 okrążenie |
| 15                | LMP2 Pro/Am           | #27 Nielsen Racing                                 | Anthony Wells James Allen Sérgio Sette Câmara            | Oreca 07                       | G     | 129  | +1 okrążenie |
| 16                | LMP2                  | #34 Inter Europol Competition                      | Pedro Perino Jean-Baptiste Simmenauer Luca Ghiotto       | Oreca 07                       | G     | 128  | +2 okrążenia |
| 17                | LMP3                  | #17 CLX Motorsport                                 | Paul Lanchère Adrien Closmenil Theodor Jensen            | Ligier JS P325                 | M     | 124  | +6 okrążeń   |
| 18                | LMP3                  | #15 RLR MSport                                     | Michael Jensen Nick Adcock Gillian Henrion               | Ligier JS P325                 | M     | 124  | +6 okrążeń   |
| 19                | LMP3                  | #88 Inter Europol Competition                      | Timothy Creswick Douwe Dedecker Reece Gold               | Ligier JS P325                 | M     | 124  | +6 okrążeń   |
| 20                | LMP2 Pro/Am           | #99 AO by TF                                       | P.J. Hyett Louis Delétraz Dane Cameron                   | Oreca 07                       | G     | 124  | +6 okrążeń   |
| 21                | LMP3                  | #68 M Racing                                       | Stéphane Tribaudini Quentin Antonel                      | Ligier JS P325                 | M     | 124  | +6 okrążeń   |
| 22                | LMP3                  | #35 Ultimate                                       | Louis Rossi Jean-Baptiste Lahaye Matthieu Lahaye         | Ligier JS P325                 | M     | 124  | +6 okrążeń   |
| 23                | LMP2                  | #43 Inter Europol Competition                      | Jakub Śmiechowski Tom Dillmann Nicholas Yelloly          | Oreca 07                       | G     | 122  | +8 okrążeń   |
| 24                | LMP3                  | #12 WTM by Rinaldi Racing                          | Torsten Kratz Leonard Weiss Griffin Peebles              | Duqueine D09                   | M     | 122  | +8 okrążeń   |
| 25                | LMGT3                 | #85 Iron Dames                                     | Célia Martin Sarah Bovy Michelle Gatting                 | Porsche 911 GT3 R LMGT3 (992)  | G     | 121  | +9 okrążeń   |
| 26                | LMGT3                 | #57 Kessel Racing                                  | Takeshi Kimura Ben Tuck Daniel Serra                     | Ferrari 296 LMGT3              | G     | 121  | +9 okrążeń   |
| 27                | LMGT3                 | #60 Proton Competition                             | Claudio Schiavoni Matteo Cressoni Alessio Picariello     | Porsche 911 GT3 R LMGT3 (992)  | G     | 121  | +9 okrążeń   |
| 28                | LMGT3                 | #55 Spirit of Race                                 | Duncan Cameron David Perel Matthew Griffin               | Ferrari 296 LMGT3              | G     | 121  | +9 okrążeń   |
| 29                | LMGT3                 | #51 AF Corse                                       | Charles-Henri Samani Conrad Laursen Davide Rigon         | Ferrari 296 LMGT3              | G     | 121  | +9 okrążeń   |
| 30                | LMGT3                 | #82 TF Sport                                       | Hiroshi Koizumi Rui Andrade Charlie Eastwood             | Corvette Z06 LMGT3.R           | G     | 121  | +9 okrążeń   |
| 31                | LMGT3                 | #59 Racing Spirit of Léman                         | Clément Mateu Erwan Bastard Valentin Hasse-Clot          | Aston Martin Vantage AMR LMGT3 | G     | 121  | +9 okrążeń   |
| 32                | LMGT3                 | #86 GR Racing                                      | Michael Wainwright Riccardo Pera Tom Fleming             | Ferrari 296 LMGT3              | G     | 121  | +9 okrążeń   |
| 33                | LMGT3                 | #50 Richard Mille AF Corse                         | Custodio Toledo Lilou Wadoux Riccardo Agostini           | Ferrari 296 LMGT3              | G     | 121  | +9 okrążeń   |
| 34                | LMGT3                 | #74 Kessel Racing                                  | Andrew Gilbert Fran Rueda Miguel Molina                  | Ferrari 296 LMGT3              | G     | 120  | +10 okrążeń  |
| 35                | LMGT3                 | #23 United Autosports                              | Michael Birch Garnet Patterson Wayne Boyd                | McLaren 720S LMGT3 Evo         | G     | 120  | +10 okrążeń  |
| 36                | LMGT3                 | #66 JMW Motorsport                                 | Scott Noble Jason Hart Gianmaria Bruni                   | Ferrari 296 LMGT3              | G     | 120  | +10 okrążeń  |
| 37                | LMP3                  | #31 Racing Spirit of Léman                         | Jacques Wolff Jean-Ludovic Foubert Marius Fossard        | Ligier JS P325                 | M     | 113  | +17 okrążeń  |
| 38                | LMP3                  | #8 Team Virage                                     | Jacek Zielonka Daniel Nogales Rik Koen                   | Ligier JS P325                 | M     | 111  | +19 okrążeń  |
| 39                | LMP2                  | #9 Iron Lynx – Proton                              | Jonas Ried Macéo Capietto Matteo Cairoli                 | Oreca 07                       | G     | 110  | +20 okrążeń  |
| Niesklasyfikowani |                       |                                                    |                                                          |                                |       |      |              |
|                   | LMP2                  | #47 CLX Motorsport                                 | Manuel Espirito Santo Enzo Fittipaldi Luis Felipe Derani | Oreca 07                       | G     | 120  |              |
| LMP3              | #4 DKR Engineering    | Antti Rammo Wyatt Brichacek Mikkel Gaarde Pedersen | Ginetta G61-LT-P325-Evo                                  | M                              | 114   |      |              |
| LMP2              | #30 Duqueine Team     | Francesco Simonazzi Roy Nissany Reshad de Gerus    | Oreca 07                                                 | G                              | 111   |      |              |
| LMP3              | #11 Eurointernational | Fabien Michal Ian Aguilera Sebastian Gravlund      | Ligier JS P325                                           | M                              | 101   |      |              |
| LMGT3             | #63 Iron Lynx         | Martin Berry Lorcan Hanafin Fabian Schiller        | Mercedes-AMG LMGT3                                       | G                              | 93    |      |              |

### Statystyki

#### Najszybsze okrążenie
| Klasa       | Kierowca        | Zespół                        | Czas     | Okr. |
| ----------- | --------------- | ----------------------------- | -------- | ---- |
| LMP2        | Luca Ghiotto    | #34 Inter Europol Competition | 1:32,082 | 92   |
| LMP2 Pro/Am | Alexander Quinn | #20 Algarve Pro Racing        | 1:32,389 | 100  |
| LMP3        | Ian Aguilera    | #11 Eurointernational         | 1:39,812 | 97   |
| LMGT3       | Ben Tuck        | #57 Kessel Racing             | 1:42,715 | 68   |
| Źródło      |                 |                               |          |      |